# Mark S. Doss
Mark Steven Doss (Cleveland, 2 luglio 1957) è un basso-baritono statunitense.

## Biografia
Di origini afroamericane, ha studiato a Cleveland e Rensselaer e canto all'Indiana University con Nicola Rossi-Lemeni. Vincitore di un Grammy Award, e del concorso per Voci Verdiane di Busseto nel1986,la sua rilevanza internazionale lo ha condotto a ricoprire ruoli nei maggiori teatri mondiali, come La Scala a Milano, la Wiener Staatsoper a Vienna, l'Opera di Chicago, la San Francisco Opera, la Royal Opera House di Londra.

## Discografia parziale
- Beethoven: Symphony No. 9 in D Minor - Westminster Symphonic Choir/Wiener Kammerorchester/Mark Laycock, 2016 Westminster Choir College
- Davis: Amistad - Lyric Opera of Chicago/Dennis Russell Davies/Mark Baker/Mark S. Doss/Thomas Young/Stephen West/Florence Quivar, Anthology
- Haendel, Semele - Nelson/Battle/Ramey/Horne, 1990 Deutsche Grammophon - Grammy Award for Best Opera Recording 1994

## DVD parziale
- Strauss R: Salome (Teatro Comunale di Bologna, 2010) - Nicola Luisotti, regia Gabriele Lavia, Arthaus Musik
- Verdi: Aida (La Monnaie/De Munt, 2004) - Marco Berti/Mark Doss/Orlin Anastasov, Robert Wilson (regista), Opus Arte
- Verdi: Aida (Teatro Regio di Torino, 2015) - Anita Rachvelishvili/Marco Berti/Mark S. Doss/Giacomo Prestia/Gianandrea Noseda, regia William Friedkin, C Major